# Plessix-Balisson
Plessix-Balisson är en kommun i departementet Côtes-d'Armor i regionen Bretagne i nordvästra Frankrike. Kommunen ligger i kantonen Ploubalay som tillhör arrondissementet Dinan. År 2018 hade Plessix-Balisson 93 invånare.

## Befolkningsutveckling
Antalet invånare i kommunen Plessix-Balisson
Referens:INSEE